# Großer Preis von Belgien 2021
Der Große Preis von Belgien 2021 (offiziell Formula 1 Rolex Belgian Grand Prix 2021) fand am 29. August auf dem Circuit de Spa-Francorchamps in Spa statt und war das zwölfte Rennen der Formel-1-Weltmeisterschaft 2021. Mit einer Nettorenndauer von etwa dreieinhalb Minuten und lediglich rund 7 Kilometer Renndistanz ist dies das kürzeste Rennen in der Geschichte der Formel-1-Weltmeisterschaft.

## Bericht

### Hintergründe
Nach dem Großen Preis von Ungarn führte Lewis Hamilton in der Fahrerwertung mit acht Punkten vor Max Verstappen und mit 82 Punkten vor Lando Norris. In der Konstrukteurswertung führte Mercedes mit zwölf Punkten vor Red Bull Racing und mit 140 Punkten vor Ferrari.
Norris, Sergio Pérez (jeweils acht), Nicholas Latifi, Sebastian Vettel, Lance Stroll (jeweils sechs), Antonio Giovinazzi, Kimi Räikkönen, Nikita Masepin (jeweils fünf), Yuki Tsunoda, George Russell, Valtteri Bottas, Hamilton (jeweils vier), Charles Leclerc (zwei), Pierre Gasly, Esteban Ocon, Daniel Ricciardo und Carlos Sainz jr. (jeweils einer) gingen mit Strafpunkten ins Rennwochenende.
Mit Hamilton, Räikkönen (jeweils viermal), Vettel (dreimal), Ricciardo und Leclerc (jeweils einmal) traten fünf ehemalige Sieger zu diesem Grand Prix an.
Als Rennkommissare für dieses Rennwochenende fungierten Garry Connelly (AUS), Felix Holter (DEU), Derek Warwick (GBR) und Yves Bacquelaine (BEL).

### Training
Im ersten freien Training war Bottas mit 1:45,199 Minuten Schnellster vor Verstappen und Gasly.
Im zweiten freien Training fuhr Verstappen mit 1:44,472 Minuten die schnellste Zeit vor Bottas und Hamilton.
Im dritten freien Training fuhr Verstappen mit 1:56,924 Minuten die schnellste Runde vor Pérez und Hamilton.

### Qualifying
Das Qualifying bestand aus drei Teilen mit einer Nettolaufzeit von 45 Minuten. Im ersten Qualifying-Segment (Q1) hatten die Fahrer 18 Minuten Zeit, um sich für das Rennen zu qualifizieren. Alle Fahrer, die im ersten Abschnitt eine Zeit erzielten, die maximal 107 Prozent der schnellsten Rundenzeit betrug, qualifizierten sich. Die besten 15 Fahrer erreichten den nächsten Teil. Norris war Schnellster, die Haas- und Alfa-Romeo-Piloten sowie Tsunoda schieden aus.
Der zweite Abschnitt (Q2) dauerte 15 Minuten. Die schnellsten zehn Piloten qualifizierten sich für den dritten Teil des Qualifyings und mussten mit den hier verwendeten Reifen das Rennen starten, alle anderen hatten freie Reifenwahl für den Rennstart. Norris war erneut Schnellster, Leclerc, Latifi, Sainz jr., Fernando Alonso und Stroll schieden aus.
Der letzte Abschnitt (Q3) ging über eine Zeit von zwölf Minuten, in denen die ersten zehn Startpositionen vergeben wurden. Die Session wurde nach nur wenigen Minuten durch einen schweren Unfall von Norris unterbrochen. Verstappen fuhr mit 1:59,765 Minuten die schnellste Runde vor Russell und Hamilton. Es war Russells bestes Qualifying-Ergebnis für Williams.

### Rennen
Bereits bei der Anfahrt in die Startaufstellung schwamm Pérez wegen des starken Niederschlages auf, rutschte von der Strecke und schlug in die Streckenbegrenzung ein.
Aufgrund der Wetterbedingungen wurde der für 15:00 Uhr geplante Start mehrfach verschoben. Um 15:25 Uhr startete die Rennleitung den Start-Ablauf mit zwei Formationsrunden hinter dem Safety-Car, brach aber aufgrund der anhaltenden Regenfälle den Start erneut ab.
Nach einer gut dreistündigen Unterbrechung wurde das Rennen dann um 18:17 Uhr Ortszeit hinter dem Safety-Car gestartet, mit dem ursprünglichen Plan, das Rennen für eine Stunde laufen zu lassen. Pérez durfte das Rennen hierbei nach Reparaturarbeiten an seinem Wagen wieder aufnehmen, musste aber vom Ende des Feldes starten. Nach zwei Runden hinter dem Safety-Car wurde das Rennen unterbrochen und nicht erneut aufgenommen. Verstappen gewann das Rennen vor Russell und Hamilton. Es war Verstappens erster Sieg in Belgien und Russells erste Podiumsplatzierung seiner Karriere sowie die erste Podiumsplatzierung für Williams seit dem Großen Preis von Aserbaidschan 2017. Die restlichen Punkteplatzierungen belegten Ricciardo, Vettel, Gasly, Ocon, Leclerc, Latifi und Sainz jr. Da keine 75 Prozent der geplanten Renndistanz gefahren wurden, wurden zum sechsten Mal insgesamt und zum ersten Mal seit dem Großen Preis von Malaysia 2009 halbe Punkte vergeben.
Da das gesamte Rennen hinter dem Safety-Car ablief, wurde keine schnellste Rennrunde gewertet. Da diese von Masepin erzielt wurde, hätte dieser aber ohnehin keinen Punkt dafür erzielt, da er außerhalb der Punkteränge gewertet wurde.
In der Fahrerwertung verkürzte Verstappen den Rückstand auf Hamilton, Norris blieb Dritter. In der Konstrukteurswertung blieb Mercedes vor Red Bull, McLaren übernahm wieder den dritten Platz.

### Nachwirkungen
Michael Masi gab nicht nur zu, am Qualifying-Tag Fehler gemacht zu haben, sondern wurde auch von Fahrern, Teams und Medien wegen seines Rennverlaufs kritisiert. Am Renntag traf Masi aufgrund des schlechten Wetters und nach zahlreichen Verzögerungen die Entscheidung, zwei volle Runden hinter dem Safety-Car zu fahren, bevor er das Rennen in der dritten Runde abbrach, was laut Masi ein echter Versuch war, Rennen zu fahren. Medien und Fahrer kritisierten Masis Entscheidung, bei immer noch regnerischen Bedingungen zwei Runden unter dem Safety-Car zu fahren. Der siebenmalige Weltmeister Hamilton nannte das Rennen „eine Farce“ und kritisierte unter anderem den angeblichen Versuch, die Voraussetzungen für die Punktevergabe zu erfüllen. Sie argumentierten, dass niemals Punkte hätten vergeben werden dürfen. Vettel, Alonso und Alfa Romeo Racing kritisierten die Entscheidung, halbe Punkte für das Rennen zu vergeben. Ricciardo verteidigte diese Entscheidung, ebenso wie Red Bulls Pérez. Ricciardos McLaren-Teamkollege Norris war über die Entscheidung der FIA, Punkte zu vergeben, in Konflikt geraten, da dies seinem Fahrerkollegen zugutekam, war aber der Meinung, dass es sich nicht um ein Rennen handelte, das „Punkte verdient“. Verstappen kommentierte, dass es nicht „die Art und Weise sei, wie man gewinnen möchte“. Russell freute sich trotz der ungewöhnlichen Umstände über sein erstes Formel-1-Podium und sagte: „Dafür wird man nicht oft belohnt.“ Er fügte hinzu, dass er für ein starkes Qualifying am Samstag belohnt worden sei, während er gleichzeitig Mitgefühl mit den anwesenden Fans hatte und sich bei ihnen für die mangelnde Action im Grand Prix selbst entschuldigte. Obwohl sein Fahrer die Veranstaltung gewann, hielt Red Bull-Teamchef Christian Horner die Entscheidung, Punkte zu vergeben, für nicht richtig. Mercedes-Teamchef Toto Wolff nannte die Entscheidung, halbe Punkte zu vergeben, „ärgerlich“.
Als Reaktion auf die umstrittenen Entscheidungen der Rennleitung bei diesem Grand Prix wurde ab der Saison 2022 die Punktevergabe im Falle eines Rennabbruchs überarbeitet. Es werden nur noch dann Punkte für die Weltmeisterschaft vergeben, wenn mindestens zwei Runden unter Rennbedingungen (d. h. ohne reales oder virtuelles Safety-Car) absolviert wurden. Die Punkte sollen dabei wie folgt vergeben werden:
- Sind mindestens zwei Runden, aber weniger als 25 Prozent der geplanten Renndistanz absolviert, erhalten die fünf bestplatzierten Fahrer Punkte nach dem Schema 6–4–3–2–1.
- Sind mindestens 25, aber weniger als 50 Prozent der geplanten Renndistanz absolviert, erhalten die neun bestplatzierten Fahrer Punkte nach dem Schema 13–10–8–6–5–4–3–2–1.
- Sind mindestens 50, aber weniger als 75 Prozent der geplanten Renndistanz absolviert, erhalten die zehn bestplatzierten Fahrer Punkte nach dem Schema 19–14–12–10–8–6–4–3–2–1.
- Sind mindestens 75 Prozent der geplanten Renndistanz absolviert, werden Punkte nach dem regulären Schema vergeben (25–18–15–12–10–8–6–4–2–1 für die ersten Zehn).[7]

## Meldeliste
| Team                            | Nr. | Fahrer             | Chassis                           | Motor                             | Reifen |
| ------------------------------- | --- | ------------------ | --------------------------------- | --------------------------------- | ------ |
| Mercedes-AMG Petronas F1 Team   | 44  | Lewis Hamilton     | Mercedes-AMG F1 W12 E Performance | Mercedes-AMG F1 M12 E Performance | P      |
| Mercedes-AMG Petronas F1 Team   | 77  | Valtteri Bottas    | Mercedes-AMG F1 W12 E Performance | Mercedes-AMG F1 M12 E Performance | P      |
| Red Bull Racing Honda           | 33  | Max Verstappen     | Red Bull Racing RB16B             | Honda RA621H                      | P      |
| Red Bull Racing Honda           | 11  | Sergio Pérez       | Red Bull Racing RB16B             | Honda RA621H                      | P      |
| McLaren F1 Team                 | 03  | Daniel Ricciardo   | McLaren MCL35M                    | Mercedes-AMG F1 M12 E Performance | P      |
| McLaren F1 Team                 | 04  | Lando Norris       | McLaren MCL35M                    | Mercedes-AMG F1 M12 E Performance | P      |
| Aston Martin Cognizant F1 Team  | 18  | Lance Stroll       | Aston Martin AMR21                | Mercedes-AMG F1 M12 E Performance | P      |
| Aston Martin Cognizant F1 Team  | 05  | Sebastian Vettel   | Aston Martin AMR21                | Mercedes-AMG F1 M12 E Performance | P      |
| Alpine F1 Team                  | 14  | Fernando Alonso    | Alpine A521                       | Renault E-Tech 20B                | P      |
| Alpine F1 Team                  | 31  | Esteban Ocon       | Alpine A521                       | Renault E-Tech 20B                | P      |
| Scuderia Ferrari Mission Winnow | 16  | Charles Leclerc    | Ferrari SF21                      | Ferrari 065/6                     | P      |
| Scuderia Ferrari Mission Winnow | 55  | Carlos Sainz jr.   | Ferrari SF21                      | Ferrari 065/6                     | P      |
| Scuderia AlphaTauri Honda       | 22  | Yuki Tsunoda       | AlphaTauri AT02                   | Honda RA621H                      | P      |
| Scuderia AlphaTauri Honda       | 10  | Pierre Gasly       | AlphaTauri AT02                   | Honda RA621H                      | P      |
| Alfa Romeo Racing Orlen         | 07  | Kimi Räikkönen     | Alfa Romeo Racing C41             | Ferrari 065/6                     | P      |
| Alfa Romeo Racing Orlen         | 99  | Antonio Giovinazzi | Alfa Romeo Racing C41             | Ferrari 065/6                     | P      |
| Uralkali Haas F1 Team           | 09  | Nikita Masepin     | Haas VF-21                        | Ferrari 065/6                     | P      |
| Uralkali Haas F1 Team           | 47  | Mick Schumacher    | Haas VF-21                        | Ferrari 065/6                     | P      |
| Williams Racing                 | 63  | George Russell     | Williams FW43B                    | Mercedes-AMG F1 M12 E Performance | P      |
| Williams Racing                 | 06  | Nicholas Latifi    | Williams FW43B                    | Mercedes-AMG F1 M12 E Performance | P      |

## Klassifikationen

### Qualifying
| Pos.                                                                      | Fahrer             | Konstrukteur              | Q1       | Q2       | Q3         | Start |
| ------------------------------------------------------------------------- | ------------------ | ------------------------- | -------- | -------- | ---------- | ----- |
| 01                                                                        | Max Verstappen     | Red Bull Racing-Honda     | 1:58,717 | 1:56,559 | 1:59,765   | 01    |
| 02                                                                        | George Russell     | Williams-Mercedes         | 1:59,864 | 1:56.950 | 2:00,086   | 02    |
| 03                                                                        | Lewis Hamilton     | Mercedes                  | 1:59,218 | 1:56,229 | 2:00,099   | 03    |
| 04                                                                        | Daniel Ricciardo   | McLaren-Mercedes          | 2:01,583 | 1:57,127 | 2:00,864   | 04    |
| 05                                                                        | Sebastian Vettel   | Aston Martin-Mercedes     | 2:00,175 | 1:56,814 | 2:00,935   | 05    |
| 06                                                                        | Pierre Gasly       | AlphaTauri-Honda          | 2:00,387 | 1:56,440 | 2:01,164   | 06    |
| 07                                                                        | Sergio Pérez       | Red Bull Racing-Honda     | 1:59,334 | 1:56,886 | 2:02,112   | 07    |
| 08                                                                        | Valtteri Bottas    | Mercedes                  | 1:59,870 | 1:56,295 | 2:02,502   | 13    |
| 09                                                                        | Esteban Ocon       | Alpine-Renault            | 2:01,824 | 1:57,354 | 2:03,513   | 08    |
| 10                                                                        | Lando Norris       | McLaren-Mercedes          | 1:58,301 | 1:56,025 | keine Zeit | 15    |
| 11                                                                        | Charles Leclerc    | Ferrari                   | 2:00,728 | 1:57,721 | –          | 09    |
| 12                                                                        | Nicholas Latifi    | Williams-Mercedes         | 2:00,966 | 1:58,056 | –          | 10    |
| 13                                                                        | Carlos Sainz jr.   | Ferrari                   | 2:01,184 | 1:58,137 | –          | 11    |
| 14                                                                        | Fernando Alonso    | Alpine-Renault            | 2:01,653 | 1:58,205 | –          | 12    |
| 15                                                                        | Lance Stroll       | Aston Martin-Mercedes     | 2:01,597 | 1:58,231 | –          | 19    |
| 16                                                                        | Antonio Giovinazzi | Alfa Romeo Racing-Ferrari | 2:02,306 | –        | –          | 14    |
| 17                                                                        | Yuki Tsunoda       | AlphaTauri-Honda          | 2:02,413 | –        | –          | 16    |
| 18                                                                        | Mick Schumacher    | Haas-Ferrari              | 2:03,973 | –        | –          | 17    |
| 19                                                                        | Kimi Räikkönen     | Alfa Romeo Racing-Ferrari | 2:04,452 | –        | –          | Box   |
| 20                                                                        | Nikita Masepin     | Haas-Ferrari              | 2:04,939 | –        | –          | 18    |
| 107-Prozent-Zeit: 2:06,582 min (bezogen auf Q1-Bestzeit von 1:58,301 min) |                    |                           |          |          |            |       |

Anmerkungen
1. ↑  Bottas wurde wegen Verursachens einer Kollision beim Großen Preis von Ungarn um fünf Startplätze nach hinten versetzt.
2. ↑  Norris wurde wegen eines Getriebewechsels um fünf Startplätze nach hinten versetzt.
3. ↑  Stroll wurde wegen Verursachens einer Kollision beim Großen Preis von Ungarn um fünf Startplätze nach hinten versetzt.
4. ↑  Räikkönen musste aus der Boxengasse starten, da an seinem Auto Teile getauscht wurden, als es unter Parc fermé-Bedingungen stand.

### Rennen
| Pos. | Fahrer             | Konstrukteur              | Runden | Stopps | Zeit     | Start |
| ---- | ------------------ | ------------------------- | ------ | ------ | -------- | ----- |
| 01   | Max Verstappen     | Red Bull Racing-Honda     | 1      | 0      | 3:27,071 | 01    |
| 02   | George Russell     | Williams-Mercedes         | 1      | 0      | + 1,995  | 02    |
| 03   | Lewis Hamilton     | Mercedes                  | 1      | 0      | + 2,601  | 03    |
| 04   | Daniel Ricciardo   | McLaren-Mercedes          | 1      | 0      | + 4,496  | 04    |
| 05   | Sebastian Vettel   | Aston Martin-Mercedes     | 1      | 0      | + 7,479  | 05    |
| 06   | Pierre Gasly       | AlphaTauri-Honda          | 1      | 0      | + 10,177 | 06    |
| 07   | Esteban Ocon       | Alpine-Renault            | 1      | 0      | + 11,579 | 08    |
| 08   | Charles Leclerc    | Ferrari                   | 1      | 0      | + 12,608 | 09    |
| 09   | Nicholas Latifi    | Williams-Mercedes         | 1      | 0      | + 15,485 | 10    |
| 10   | Carlos Sainz jr.   | Ferrari                   | 1      | 0      | + 16,166 | 11    |
| 11   | Fernando Alonso    | Alpine-Renault            | 1      | 0      | + 20,590 | 12    |
| 12   | Valtteri Bottas    | Mercedes                  | 1      | 0      | + 22,414 | 13    |
| 13   | Antonio Giovinazzi | Alfa Romeo Racing-Ferrari | 1      | 0      | + 24,163 | 14    |
| 14   | Lando Norris       | McLaren-Mercedes          | 1      | 0      | + 27,110 | 15    |
| 15   | Yuki Tsunoda       | AlphaTauri-Honda          | 1      | 0      | + 28,329 | 16    |
| 16   | Mick Schumacher    | Haas-Ferrari              | 1      | 0      | + 29,507 | 17    |
| 17   | Nikita Masepin     | Haas-Ferrari              | 1      | 0      | + 31,993 | 18    |
| 18   | Kimi Räikkönen     | Alfa Romeo Racing-Ferrari | 1      | 0      | + 36,054 | Box   |
| 19   | Sergio Pérez       | Red Bull Racing-Honda     | 1      | 0      | + 38,205 | 07    |
| 20   | Lance Stroll       | Aston Martin-Mercedes     | 1      | 0      | + 44,108 | 19    |

Anmerkungen
1. ↑  Pérez verunfallte in der Runde in die Startaufstellung. Nachdem der Rennstart verschoben wurde, wurde Pérez erlaubt, nach Reparatur seines Wagens das Rennen vom Ende des Feldes aufzunehmen.
2. ↑  Stroll erhielt eine Zeitstrafe von zehn Sekunden, da während der Rennunterbrechung an seinem Auto Teile ausgetauscht wurden

## WM-Stände nach dem Rennen
Da weniger als 75 % der Renndistanz zurückgelegt wurden, erhielten die ersten zehn des Rennens die Hälfte der üblichen Punkte, also 12,5; 9; 7,5; 6; 5; 4; 3; 2; 1 bzw. 0,5 Punkt(e).

### Fahrerwertung
| Pos. | Fahrer           | Konstrukteur          | Punkte |
| ---- | ---------------- | --------------------- | ------ |
| 01   | Lewis Hamilton   | Mercedes              | 202,5  |
| 02   | Max Verstappen   | Red Bull Racing-Honda | 199,5  |
| 03   | Lando Norris     | McLaren-Mercedes      | 113    |
| 04   | Valtteri Bottas  | Mercedes              | 108    |
| 05   | Sergio Pérez     | Red Bull Racing-Honda | 104    |
| 06   | Carlos Sainz jr. | Ferrari               | 83,5   |
| 07   | Charles Leclerc  | Ferrari               | 82     |
| 08   | Daniel Ricciardo | McLaren-Mercedes      | 56     |
| 09   | Pierre Gasly     | AlphaTauri-Honda      | 54     |
| 10   | Esteban Ocon     | Alpine-Renault        | 42     |

| Pos. | Fahrer             | Konstrukteur              | Punkte |
| ---- | ------------------ | ------------------------- | ------ |
| 11   | Fernando Alonso    | Alpine-Renault            | 38     |
| 12   | Sebastian Vettel   | Aston Martin-Mercedes     | 35     |
| 13   | Yuki Tsunoda       | AlphaTauri-Honda          | 18     |
| 14   | Lance Stroll       | Aston Martin-Mercedes     | 18     |
| 15   | George Russell     | Williams-Mercedes         | 13     |
| 16   | Nicholas Latifi    | Williams-Mercedes         | 7      |
| 17   | Kimi Räikkönen     | Alfa Romeo Racing-Ferrari | 2      |
| 18   | Antonio Giovinazzi | Alfa Romeo Racing-Ferrari | 1      |
| 19   | Mick Schumacher    | Haas-Ferrari              | 0      |
| 20   | Nikita Masepin     | Haas-Ferrari              | 0      |

### Konstrukteurswertung
| Pos. | Konstrukteur          | Punkte |
| ---- | --------------------- | ------ |
| 1    | Mercedes              | 310,5  |
| 2    | Red Bull Racing-Honda | 303,5  |
| 3    | McLaren-Mercedes      | 169    |
| 4    | Ferrari               | 165,5  |
| 5    | Alpine-Renault        | 80     |

| Pos. | Konstrukteur              | Punkte |
| ---- | ------------------------- | ------ |
| 06   | AlphaTauri-Honda          | 72     |
| 07   | Aston Martin-Mercedes     | 53     |
| 08   | Williams-Mercedes         | 20     |
| 09   | Alfa Romeo Racing-Ferrari | 3      |
| 10   | Haas-Ferrari              | 0      |